# Aurora Nunes Wagner
Aurora Nunes Wagner (Quaraí, 9 de agosto de 1899 - Porto Alegre, 9 de junho de 1973) foi uma odontóloga, professora, poeta e integralista brasileira. Formada em odontologia pela Universidade Federal do Rio Grande do Sul (UFRS) foi a primeira mulher a se candidatar a deputada estadual em Porto Alegre e uma das fundadoras da Academia Literária Feminina do Rio Grande do Sul.

## Biografia

### Formação e Carreira na Odontologia
Aurora iniciou sua educação no Colégio Nossa Senhora do Horto, em Quaraí, e continuou seus estudos no Colégio União, em Uruguaiana. Posteriormente, por volta dos 15 anos ,mudou-se para Porto Alegre, onde cursou o Ginásio Júlio de Castilhos. Em 1919, graduou-se em Odontologia pela Faculdade de Medicina de Porto Alegre.
Especializou-se em Odontopediatria na Universidade do Brasil, no Rio de Janeiro. Em 1936, Aurora obteve a Livre Docência em Ortodontia e Odontopediatria na Escola Médico-Cirúrgica de Porto Alegre, tornando-se a primeira mulher a exercer o magistério universitário nessa instituição.
A escritora também se aperfeiçoou dentro e fora do Brasil e teria sido a primeira a tomar posse de uma cadeira da Academia de Odontologia do Rio de Janeiro, em 1951, além de lecionar em outras universidades gaúchas.
Sua carreira acadêmica foi complementada por sua atuação na revista Rio-Grandense de Odontologia de Porto Alegre e na Ilustração Brasileira.

### Integralismo
Influenciada por Gustavo Barroso, aderiu ao Integralismo, de Plínio Salgado, e assumiu um papel de liderança na Ação Integralista Brasileira (AIB) como chefe do Departamento Provincial Feminino do Rio Grande do Sul. Participou do II Congresso Nacional Integralista, realizado em Petrópolis, e deixou registrado suas impressões: “O congresso integralista de Petrópolis congregou num ambiente de civismo e amor todas as províncias e fê-las pulsar em uníssono por um mesmo ideal supremo e nobre – o ressurgimento da Pátria”.
Em 1934, representando a AIB, foi a primeira mulher a se candidatar para a Assembleia Legislativa do Rio Grande do Sul. Somente dois jornais noticiaram essa inédita candidatura feminina, e o Diário de Notícias e o Jornal da Manhã, apesar de trazerem matérias sobre os Integralistas, não fizeram uma única menção à candidatura de Aurora. O Correio do Povo escolheu dar a notícia de tal candidatura, publicando um manifesto escrito pela Integralista: 
Minhas patrícias! Candidata da Ação Integralista Brasileira á deputação á Assembleia Constituinte do Rio Grande do Sul, venho dizer-vos o significado da aceitação da minha candidatura e dirigir-vos um apelo em prol da campanha nobre e patriótica em que nos empenhamos. Antes de mais nada, cumpre dizer-vos que a candidatura do Integralismo às eleições é somente um meio de propaganda, pois combatemos a política partidária que desune as famílias, atiça a fogueira dos ódios e, de quatro em quatro annos, arranca dos lares os homens validos, para as guerras fraticidas. Visamos com nossas candidaturas justamente a oportunidade para chamar a vossa atenção para esse exercício de “camisas verdes” que corporificam a ideia nova de um Brasil melhor. Tambem nós, as mulheres integralistas, vestimos a blusa verde, com orgulho e convicção. Porque? Porque o “Integralismo” é um programma político-social que defende os sagrados interesses da mulher brasileira. E’ o que vos quero mostrar. Vós sabeis que, no actual regime – que intitula-se “democratico” – o Estado permitte a propaganda communista, desde que os communistas não perturbem a ordem. Os partidos communistas estão até inscriptos nos Tribunaes Eleitoraes para disputar eleições! Nas Escolas Superiores, como a de Direito do Rio de Janeiro, pontificam communistas. Pois sabeis o que querem estes communistas, que fazem – ante a indifferença do Estado – a sua propaganda? Elles querem o amor livre! Querem escravizar a mulher aos seus instintos. Querem destruir o amor filial, substituindo as mães pelos asylos, considerando o amor materno como um sentimento vil. Esse Estado, que permitte se propague a dissolução obrigatoria das famílias, é um Estado incapaz, desprezível e comparável sòmente ao marido que permittisse o aviltamento de sua esposa. Nós somos pela defesa effectiva da organização familiar christã. Eis o motivo porque o Integralismo merece nosso formal apoio e o regime chamado “democrático” deve ser, por nós, combatido e repudiado. A família, porém, não repousa sòmente em laços de affeto. Ella precisa de  meios materiaes de vida. Ainda ahi, o Integralismo offerece ás mulheres a defesa ampla dos seus interesses. Entende o Integralismo que o papel da mulher – na sua maioria – é o de mãe. E a mãe deve ficar no lar, na tarefa sublime da educação dos filhos. O Integralismo, por isso, no plano econômico, defende o lar, para que a mulher possa conservar-se nelle, para formar o caracter, o coração e a intelligencia dos homens de amanhã. Repugnamos a educação burocrática dos que querem fazer dos homens méro instrumento de trabalho. Queremos a formação da juventude no aconchego do carinho materno para a victoria de uma civilisação fraterna e humana. E como pretende o Integralismo resolver essa questão magna? Como poderá a mulher ficar no lar, si os maridos não encontram trabalho, si o trabalho dos homens é mal remunerado e mal chega para a comida de uma bocca? O Integralismo modificará as condições do trabalho. O trabalhador não será pago como simples productor de trabalho, como se faz actualmente, mas como cooperador humano na produção das riquezas. Assim, o seu trabalho não será pago como critério do maior lucro do patrão. Mas em attenção á sua dignidade. Instituiremos o “Salário Familiar” e cada trabalhador ganhará o sufficiente para manter dignamente a sua família. [...] É necessário que o governo promova o bem estar das famílias; assegure a possibilidade de trabalho honrado e educação profissional das mulheres. Esse é o supremo interesse do nosso sexo. A “Ação Integralista Brasileira” é legitima defensora dos nossos interesses. Por isto, vestimos com orgulho e convicção a nossa blusa verde e erguemos o braço bem alto, e os nossos corações, concitando-vos a brandar comnosco: ANAUÊ. Porto Alegre, 1 de outubro de 1934— Aurora Nunes Wagner (Correio do Povo, dia 06/10/1934, p.12

### Contribuição literária
Além de sua carreira na odontologia e de sua atuação política, Aurora Nunes Wagner teve uma presença marcante no campo literário. Foi co-fundadora da Academia Literária Feminina do Rio Grande do Sul (ALFRS), instituição o qual presidiu de 1949 a 1951. A revista Atenéia nascida sob sua presidência como órgão oficial da ALFRS teve sua colaboração assídua por 25 anos. Em 1946, publicou seu livro de poesias intitulado "Prelúdios".